# Коутс, Джон Генри
Джон Генри Коутс (англ. John Henry Coates, 26 января 1945, Поссум-Браш, Новый Южный Уэльс, Австралия — 9 мая 2022, Кембридж, Англия, Великобритания) — австралийский математик, специалист по теории чисел, профессор Кембриджского университета.

## Биография
Джон Коутс родился 26 января 1945 года в деревне Поссум-Браш (Новый Южный Уэльс, Австралия), расположенной в долине реки Маннинг, примерно в 25 километрах от города Тари. Его отец, Дж. Р. Коутс (J. R. Coats), был школьным учителем французского языка, а затем стал работать на ферме. Мать Джона, Берил Ли (Beryl L. Lee), происходила из семьи ирландских эмигрантов, переселившихся в Австралию в середине XIX века. Когда Джону было семь лет, умерла его мать, и он на некоторое время переехал к своей тёте, которая жила в соседнем городке Кандлтаун. После этого Джон учился в Тари — сначала, в течение одного года, в начальной школе, а затем в средней школе Taree High School.
После окончания средней школы Коутсу удалось получить стипендию для обучения в Австралийском национальном университете в Канберре. Он начал учиться там в 1962 году, выбрав в качестве профильного предмета математику, и окончил университет в 1965 году, получив степень бакалавра. Во время обучения Коутс познакомился с Джули Тёрнер (Julie Terner), которая изучала в том же университете политологию. Они поженились в 1966 году, впоследствии у них было трое сыновей.
В 1966 году Коутс продолжил своё обучение в аспирантуре Высшей нормальной школы в Париже, однако через год, в 1967 году, перевёлся в Тринити-колледж Кембриджского университета. Его научным руководителем в Кембридже был Алан Бейкер. В 1969 году Коутс защитил диссертацию на тему «Эффективное решение некоторых диофантовых уравнений» (англ. The effective solution of some Diophantine equations) и получил степень доктора философии (Ph.D.).
После этого Коутс провёл несколько лет в США: в 1969—1972 годах он работал ассистентом-профессором в Гарвардском университете в Массачусетсе, а затем, в 1972—1975 годах, ассоциированным профессором в Стэнфордском университете в Калифорнии. В 1975 году, получив работу в Кембриджском университете (Эммануил-колледж), он вернулся в Англию. Именно в этот период одним из его учеников был Эндрю Джон Уайлс.
В 1977 году Коутс получил должность профессора Австралийского национального университета и вернулся в Австралию. Через год он переехал во Францию, где получил должность профессора в Университете Париж-юг — там он работал в 1978—1985 годах. В 1985 годах Коутс стал профессором и заведующим кафедрой математики Высшей нормальной школы в Париже, где он проработал до 1986 года. В 1985 году он был избран членом Лондонского королевского общества.
В 1986 году Коутс вернулся в Кембриджский университет, где он был назначен Садлейрианским профессором чистой математики. В 1986—1988 годах он был вице-президентом, а в 1988—1990 годах — президентом Лондонского математического общества. В 1991—1997 годах Коутс был руководителем Отделения чистой математики и математической статистики (англ. Department of Pure Mathematics and Mathematical Statistics, DPMMS) математического факультета Кембриджского университета. В должности Садлейрианского профессора Коутс работал до своего выхода на пенсию в 2012 году.
Джон Коутс скончался 9 мая 2022 года в Кембридже.

## Научные результаты
Первые математические работы Джона Коутса, опубликованные в 1966—1967 годах, были связаны с алгебраическими приближениями функций. Затем, в совместных работах со своим научным руководителем Аланом Бейкером, Коутс развивал результаты Курта Малера, связанные с дробными частями степеней рациональных чисел.
В середине 1970-х годов, работая вместе со своим учеником Эндрю Джоном Уайлсом, Коутс получил важные результаты, связанные с гипотезой Бёрча — Свиннертон-Дайера. Он также работал над теорией Ивасавы и p-адическими L-функциями. Исследования Коутса сыграли значительную роль в доказательстве последней теоремы Ферма, представленном Уайлсом в середине 1990-х годов.
Джон Коутс был приглашённым докладчиком на Международном конгрессе математиков 1978 года, название доклада — «Арифметика эллиптических кривых с комплексным умножением» (англ. The arithmetic of elliptic curves with complex multiplication).

## Награды, премии и почётные звания
- Член Лондонского королевского общества (1985)[5]
- Высшая премия Уайтхеда Лондонского математического общества (1997)[8]
- Член Европейской академии (2008)[9]

## Некоторые публикации
- J. Coates, S. Lang. Diophantine approximation on Abelian varieties with complex mulitplication, Inventiones Mathematicae, 1976, v. 34,  p. 129—133, doi:10.1007/BF01425479
- J. Coates, A. Wiles. On the conjecture of Birch and Swinnerton-Dyer, Inventiones Mathematicae, 1977, v. 39,  p. 223—251, doi:10.1007/BF01402975
- J. Coates, T. Fukaya, K. Kato, R. Sujatha, O. Venjakob. The GL2 main conjecture for elliptic curves without complex multiplication, Publications mathématiques de l'IHÉS, 2005, v. 101,  p. 163—208, doi:10.1007/s10240-004-0029-3